# Château Lindenhof
Le château Lindenhof est situé dans le village belge de Lint.

## Histoire
Le cœur de l'actuel domaine était la ferme Ten Larenvelde, possession de l'abbaye Saint-Bavon de Gand. Cette ferme, dont il est fait mention en 1446 et qui existe encore en 1825, disparaît peu après la construction du château entre 1807 et 1825 par Jean-Henri de Perceval, bourgmestre de Malines, qui transmet le domaine ensuite à son fils, Armand de Perceval. Il passe successivement par la suite au Père Houyet en 1860, J.M. Van Put, puis R. Mulder en 1920. L'actuel château date de la deuxième moitié du XIXe siècle.

## Le château

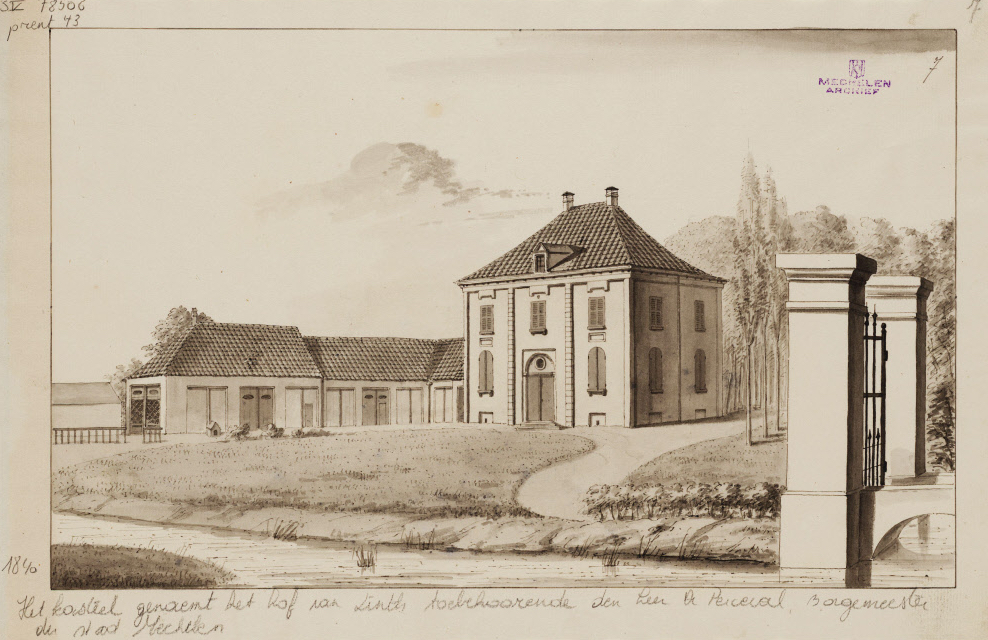
Le château, à l'époque de Jean-Henri de Perceval
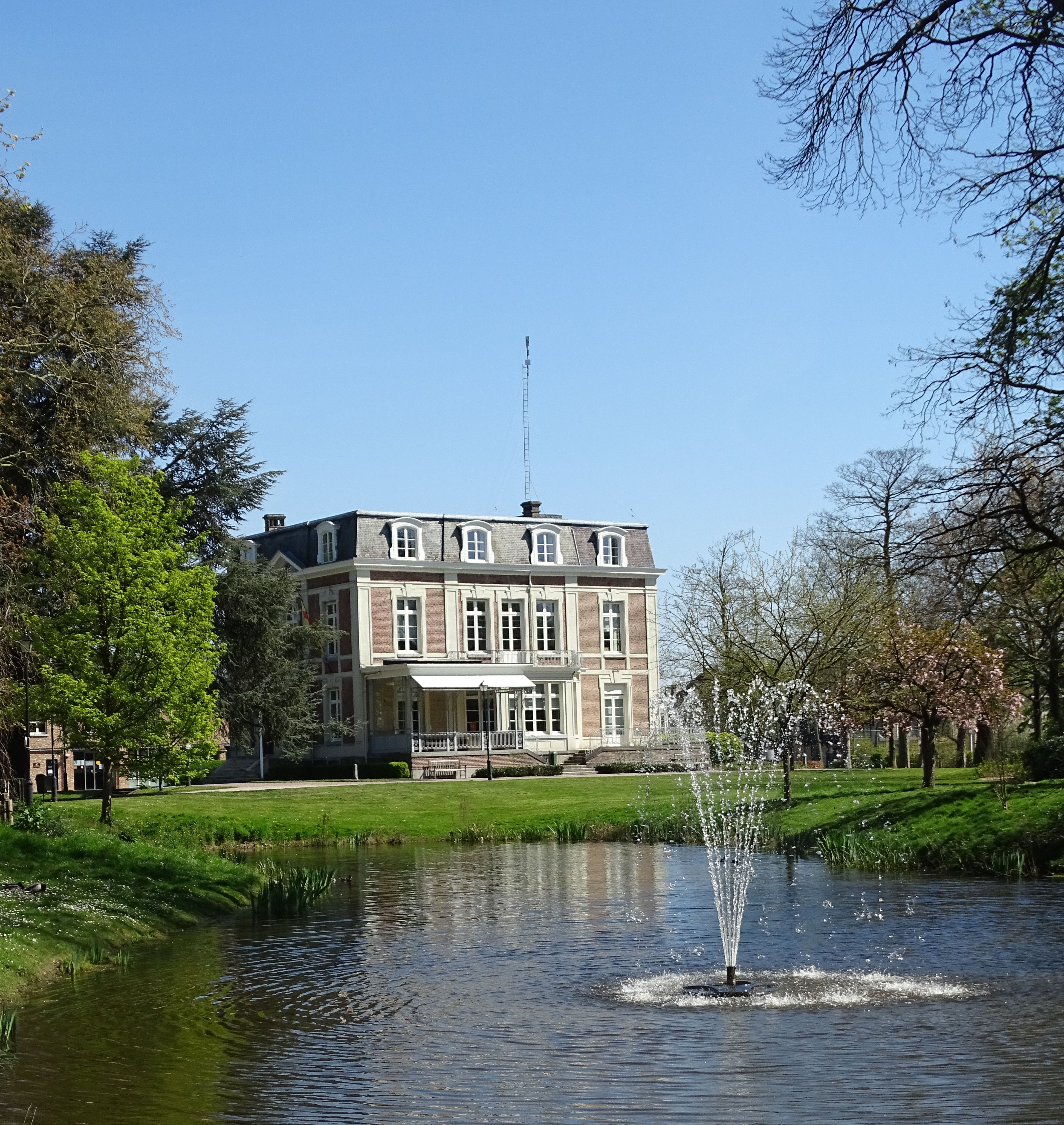
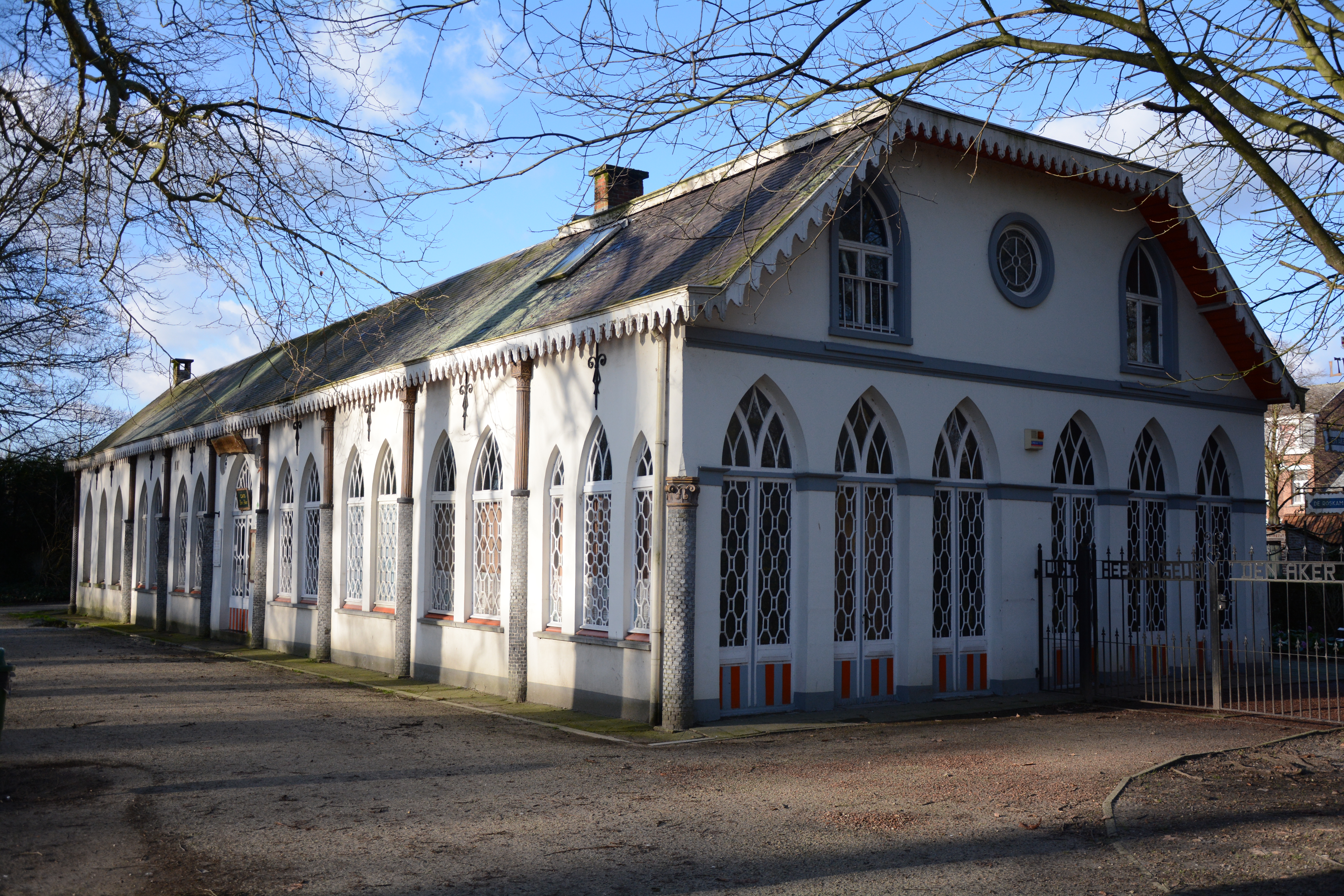
L'orangerie